# Pierre Pessemesse
Pierre Ernest André Camille Pessemesse (en occitan Pèire Pessamessa (né le 10 décembre 1931, à Marseille - mort le 10 décembre 2018  à Buoux) est un écrivain et romancier occitan ainsi qu'un homme politique,. Il a écrit  en provençal. Il est surtout connu par son œuvre majeure Nhòcas e bachòcas et par son engagement occitaniste.

## Biographie
Il a commencé à écrire dans la revue occitano-catalane Vida Nova et ensuite dans la revue catalane Serra d'Or. Il a reçu le Prèmi Occitània aux Jòcs Florals de Alghero en 1962. Il a reçu le Prix Joan Bodon en 1996 et le Prix Batista i Roca en 2005.
En 2012, il a reçu le Grand Prix Littéraire de Provence,.
Il a été également critique littéraire et a réalisé diverses émissions de radio et aussi des films en occitan. Pendant très longtemps il a été membre du Cercle d'Afrairament Occitanocatalan occitan dont il est devenu président le 30 novembre 2002 et ce jusqu'en 2015.
Il a exercé la fonction de maire de  Buoux (Provence) durant 28 ans. Sa fille Estelle Pessemesse a été actrice en 2003 dans le film Malaterra.

## Œuvres
- La tèrra acampassida 1963
- Beluga de l'Infèrn 1966
- D'un còp de destrau 1970
- Beluga de l'infèrn (Cronica istorica deis annadas 50)
- De fuòc amb de cendre 1973-1978
  - Volume 1: Onze oras passadas de cinc 1973
  - Volume 2: Lo refugiat 1976
  - Volume 3: Espaci nòu 1978
- Nhòcas e bachòcas 1957 e 1981
- La tèsi 1995